# توني تروخيو
توني تروخيو (بالإنجليزية: Tony Trujillo)‏ هو متزلج لوحي أمريكي، ولد في 23 أغسطس 1982 في سانتا روسا في الولايات المتحدة.